# Barry Friend
Barry Friend (sinh ngày 13 tháng 10 năm 1951) là một cựu cầu thủ bóng đá người Anh thi đấu ở Football League cho Fulham. Ông cũng thi đấu bóng đá non-league ở vùng London cho các câu lạc bộ gồm Leatherhead, Wimbledon, khi vô địch Southern League năm 1977, Slough Town, Carshalton Athletic và Tooting & Mitcham United. Ông thi đấu ở vị trí tiền vệ chạy cánh hoặc tiền vệ.